# Пам'ятки Первомайського району
У Первомайському районі Миколаївської області на обліку перебуває 20 пам'яток архітектури, 74 — історії.

## Пам'ятки архітектури
| №п/п | Охоронний номер | Найменування пам'ятки      | Адреса                                 | Рік                                   | Автор         | Фото |
| ---- | --------------- | -------------------------- | -------------------------------------- | ------------------------------------- | ------------- | ---- |
| 1.   |                 | Церква Різдва Богородиці   | Село Грушівка                          | 1899                                  | О. І. Тищенко |      |
| 2.   |                 | Миколаївська церква        | Селище Кам'яний Міст                   | Кінець XVIII — початок XIX ст.        | О. І. Тищенко |      |
| 3.   |                 | Млин                       | Село Кінецьпіль                        | 1900                                  | О. І. Тищенко |      |
| 4.   |                 | Церква Різдва Богородиці   | Село Кримка                            | 1841                                  | О. І. Тищенко |      |
| 5.   |                 | Каплиця                    | Село Кінецьпіль                        | 1824                                  | -             |      |
| 6.   |                 | Михайлівська церква        | Село Кумарі, вул. Центральна, 100      | Сер. XIX ст.                          | О. І. Тищенко |      |
| 7.   |                 | Дзвіниця                   | Село Лиса Гора                         | 1-ша пол. XIX ст.                     | О. І. Тищенко |      |
| 8.   |                 | Церква                     | Село Лиса Гора                         | 1-ша пол. XIX ст.                     | О. І. Тищенко |      |
| 9.   |                 | Водяний млин               | Село Мигія, вул. Колгоспна             | Кінець XIX — початок XX ст.           | О. І. Тищенко |      |
| 10.  |                 | Млин                       | Село Мигія                             | Кінець XIX — початок XX ст.           | О. І. Тищенко |      |
| 11.  |                 | Сільгосптехнікум           | Село Мигія                             | Кінець XIX — початок XX ст.           | О. І. Тищенко |      |
| 12.  |                 | Залізнична станція         | Селище Підгородна (Одеської залізниці) | Початок XX ст.                        | О. І. Тищенко |      |
| 13.  |                 | Водяний млин               | Село Синюхин Брід                      | Початок XX ст.                        | О. І. Тищенко |      |
| 14.  |                 | Клуб                       | Село Синюхин Брід                      | 1950                                  | О. І. Тищенко |      |
| 15.  |                 | Михайлівська церква        | Село Синюхин Брід                      | Сер. XIX — 1-ша половина XX ст.       | О. І. Тищенко |      |
| 16.  |                 | Іоанно-Богословська церква | Село Станіславчик                      | 1-ша половина XIX ст.                 | О. І. Тищенко |      |
| 17.  |                 | Христовоздвиженська церква | Село Чаусове Друге                     | 1860                                  | О. І. Тищенко |      |
| 18.  |                 | Парафіяльна школа          | Село Чаусове Друге                     | 1-ша половина XIX ст., кінець XIX ст. | О. І. Тищенко |      |
| 19.  |                 | Дзвіниця                   | Селище Кам'яний Міст                   | Кінець XVIII ст.                      | О. І. Тищенко |      |
| 20.  |                 | Залізничний міст           | Станція Любине                         | 1860—1880                             | О. І. Тищенко |      |
|      |                 |                            |                                        |                                       |               |      |

## Пам'ятки історії
| №п/п | Охоронний номер | Найменування пам'ятки | Адреса                                                                 | Рік              | Автор           | Фото |
| ---- | --------------- | --- | ---------------------------------------------------------------------- | ---------------- | --------------- | ---- |
| 1.   | 1502            | Група могил радянських воїнів — 3 Братських та 1 одиночна могила (поховані: в 3 Братських могилах загальна кількість невідома (встановлено прізвища 28 радянських воїнів); в одиночній — старший воєнфельдшер Маков М. М.)          | Селище Підгородна, кладовище                                           | 1966             |                 |      |
| 2.   | 626             | Пам'ятний знак на честь воїнів-земляків, загиблих в роки ВВВ. | Селище Підгородна, біля клубу                                          | 1968             |                 |      |
| 3.   | 1196            | Могила Невідомого радянського воїна. | Селеще Бандурка, кладовище                                             | 1945             |                 |      |
| 4.   | 608             | Братська могила радянських воїнів (22 чоловіки). | Село Болеславчик, біля клубу                                           | 1968             |                 |      |
| 5.   | 609             | Могила радянського воїна, рядового Мамонова М. В. | Село Болеславчик, кладовище                                            | 1966             |                 |      |
| 6.   | 610             | Братська могила радянських воїнів (28 чоловік). | Село Брод, біля клубу                                                  | 1967             |                 |      |
| 7.   | 1197            | Пам'ятний знак на честь воїнів-земляків, загиблих в роки ВВВ. | Село Брод, біля клубу                                                  | 1966             |                 |      |
| 8.   | 1198            | Братська могила радянських воїнів (6 чоловік). | Село Генівка, кладовище                                                | 1975             |                 |      |
| 9.   | 611             | Братська могила радянських воїнів (22 чоловіки). | Село Грушівка, біля будинку сільради                                   | 1962             |                 |      |
| 10.  | 1199            | Пам'ятний знак на честь воїнів-земляків, загиблих в роки ВВВ. | Село Грушівка, біля будинку сільради                                   | 1963, рек. 1978  |                 |      |
| 11.  | 612             | Пам'ятний знак на честь воїнів-земляків, загиблих в роки ВВВ. | Село Довга Пристань, біля будинку сільради.                            | 1967             |                 |      |
| 12.  | 613             | Братська могила радянських воїнів (26 чоловік). | Село Довга Пристань біля будинку сільради.                             | 1958             |                 |      |
| 13.  | 1387            | Пам'ятний знак на місці форсування ріки Південний Буг. | Село Довга Пристань, на березі р. Південний Буг.                       | 1976             |                 |      |
| 14.  | 1388            | Пам'ятний знак на честь воїнів 6-ї Орловсько-Хинганської дивізії, яка звільняла село Довга Пристань у 1944 році.. | Село Довга Пристань, центр села                                        | 1979             |                 |      |
| 15.  | 614             | Братська могила радянських воїнів (кількість не встановлено). | Село Єрмолаївка, центр села                                            | 1946             |                 |      |
| 16.  | —               | Пам'ятний знак на честь воїнів-земляків, загиблих в роки ВВВ. | Село Жовтневе, центр села                                              | 1980             |                 |      |
| 17.  | —               | Могила підпільниці Маркушенко Є. І. | Село Жовтневе, кладовище                                               | 1965             |                 |      |
| 18.  | 616             | Братська могила радянських воїнів (8 чоловік). | Село Зелена Левада, центр села.                                        | 1974             |                 |      |
| 19.  | 1201            | Пам'ятник воїнам-односельчанам. | Село Зелені Кошари, біля клубу                                         | 1970             |                 |      |
| 20.  | 1203            | Братська могила радянських воїнів (30 чоловік). | Селеще Іванівка, центр села                                            | 1952             |                 |      |
| 21.  | 1202            | Братська могила радянських воїнів (8 чоловік). | Селеще Іванівка, біля млина                                            | 1966             |                 |      |
| 22.  | 1204            | Братська могила радянських воїнів (3 чоловіки). | Село Ілларіонівка, села не існує                                       | 1965             |                 |      |
| 23.  | 618             | Братська могила радянських воїнів; | Село Кам'яна Балка                                                     | 1952             |                 |      |
| 24.  | 1205            | Могила председателя ревкому Лойченко Л. І. | Село Кам'яний Міст, кладовище                                          | 1957             |                 |      |
| 25.  | 1206            | Братська могила радянських воїнів (кількість невідома). | Село Кам'яний Міст, кладовище                                          | 1958             |                 |      |
| 26.  | 1207            | Братська могила радянських воїнів (2 чоловіки). | Село Кам'яний Міст, кладовище                                          | 1952             |                 |      |
| 27.  | 1208            | Пам'ятний знак на честь воїнів-земляків, загиблих в роки ВВВ. | Село Кам'яний Міст, центр села                                         | 1975             |                 |      |
| 28.  | 1392            | Пам'ятний знак на честь воїнів-земляків, загиблих в роки ВВВ. | Село Кам'яний Міст, кладовище                                          | 1980             |                 |      |
| 29.  | 1209            | Будинок, в якому жила відома українська актриса Зарницька Є. Ф. | Село Катеринка                                                         | 1970             |                 |      |
| 30.  | 1210            | Пам'ятний знак на місці гибелі Героя Радянського Союзу Гречаного П. К. | Село Катеринка, Катеринівський ліс                                     | 1968             |                 |      |
| 31.  | 1211            | Братська могила радянських воїнів (кількість не встановлено). | Село Катеринка, біля будинку культури                                  | 1966             |                 |      |
| 32.  | 1212            | Пам'ятний знак на честь воїнів-земляків, загиблих в роки ВВВ. | Село Катеринка, біля контори колгоспу                                  | 1970             |                 |      |
| 33.  | 1216            | Пам'ятний знак на місці організаційного засідання підпільно-комсомольської організації «Партизанська іскра». | Село Катеринівський ліс                                                | 1972             |                 |      |
| 34.  | 1213            | Пам'ятний знак на місці розстрілу підпільників. | Соло Коломиївка, околиця села                                          | 1968             |                 |      |
| 35.  | 617             | Братська могила радянських воїнів (39 чоловік) та пам'ятний знак на честь воїнів-земляків, загиблих в роки ВВВ. | Село Кінецьпіль, біля будинку сільради                                 | 1975             |                 |      |
| 36.  | 1214            | Будинок, в якому жив Герой Радянського Союзу, партизан Моргуненко В. С. | Село Кримка (вул. Шкільна)                                             | 1974             |                 |      |
| 37.  | 1215            | Будинок, в якому жив Герой Радянського Союзу, партизан Гречаний П. К. | Село Кримка (вул. Набережна)                                           | 1974             |                 |      |
| 38.  | 1495            | Пам'ятний знак на місці розстрілу членів підпільної організації «Партизанська іскра» | Село Кримка (вул. Набережна)                                           | 1971             |                 |      |
| 39.  | 607             | Меморіальний комплекс — Стела з барельєфним зображенням учасників підпілля; — Братська могила учасників підпільної комсомольської організації «Партизанська іскра»; — Пам'ятний знак на честь воїнів-земляків, загиблих в роки ВВВ. | Село Кримка, біля музею Партизанської Слави.                           | 1965 рекон. 1989 |                 |      |
| 40.  | 1217            | Курган партизанської Слави. | Село Кримка, біля траси Первомайськ-Криве Озеро, при повороті до села. | 1975             |                 |      |
| 41.  | 1218            | Пам'ятний знак на честь воїнів-земляків, загиблих в роки ВВВ. | Село Кримка, кладовище                                                 | 1970             |                 |      |
| 42.  | 1219            | Братська могила радянських воїнів (4 чоловіки) та пам'ятний знак на честь воїнів-земляків, загиблих в роки ВВВ. | Село Кумарі, біля будинку сільради                                     | 1966             |                 |      |
| 43.  | 620             | Меморіальний комплекс — Братська могила червоармійців (кількість не встановлено); — Братська могила радянських воїнів (кількість не встановлено).                                                                                   | Село Лиса Гора, парк                                                   | 1950             |                 |      |
| 44.  | 1221            | Могила Невідомого радянського воїна. | Село Лиса Гора, на кладовищі                                           | 1975             |                 |      |
| 45.  | 1222            | Пам'ятний знак на честь воїнів-земляків, загиблих в роки ВВВ. | Село Лиса Гора, в центрі села                                          | 1958             |                 |      |
| 46.  | 1496            | Братська могила радянських воїнів (12 чоловік). | Село Лиса Гора                                                         | 1975             |                 |      |
| 47.  | 1220            | Братська могила радянських воїнів (10 чоловік). | Село Лозуватка                                                         | 1961             |                 |      |
| 48.  | 623             | Братська могила радянських воїнів (кількість та прізвища не встановлено). | Село Лукашівка                                                         | 1956             |                 |      |
| 49.  | 622             | Братська могила радянських воїнів (кількість та прізвища не встановлено). | Село Лукашівка                                                         | 1956             |                 |      |
| 50.  | 1223            | Пам'ятний знак на честь воїнів-земляків, загиблих в роки ВВВ. | Село Львів, кладовище                                                  | 1975             |                 |      |
| 51.  | 1224            | Пам'ятник на честь радянських військовополонених, закатованих фашистами в концентраційних таборах. | Село Мигія, центр села                                                 | 1976             |                 |      |
| 52.  | 624             | Братська могила радянських воїнів (24 чоловіки). | Село Мигія, біля сільської ради                                        | 1946             |                 |      |
| 53.  | 625             | Пам'ятний знак на честь воїнів-земляків, загиблих в роки ВВВ. | Село Мигія, біля будинку культури                                      | 1946             |                 |      |
| 54.  | 1226            | Братська могила радянських воїнів (2 чоловіки). | Село Новопавлівка, біля клубу                                          | 1975             |                 |      |
| 55.  | 1227            | Могила Невідомого радянського воїна. | Село Новопавлівка, кладовище                                           | 1975             |                 |      |
| 56.  | 1500            | Могила учасника громадянської війни Мальковця А. А. | Село Петрівка, кладовище                                               | 1958             |                 |      |
| 57.  | 1228            | Братська могила радянських воїнів (42 чоловіки) та пам'ятний знак на честь воїнів-земляків, загиблих в роки ВВВ. | Село Підгорьє, центр села                                              | 1971             |                 |      |
| 58.  | 1229            | Могила медсестри Конюхової В. І. | Село Полтавка, кладовище                                               | 1966             |                 |      |
| 59.  | 1230            | Пам'ятний знак на честь воїнів-земляків, загиблих в роки ВВВ. | Село Полтавка, центр села                                              | 1973             |                 |      |
| 60.  | 627             | Братська могила радянських воїнів (16 чоловік). | Село Романо ва Балка, біля будинку культури                            | 1963             |                 |      |
| 61.  | 629             | Братська могила радянських воїнів (29 чоловік). | Село Синюхін Брід, біля будинку культури                               | 1967             |                 |      |
| 62.  | 1231            | Пам'ятний знак на честь воїнів-земляків, загиблих в роки ВВВ. | Село Синюхін Брід, кладовище                                           | 1960             |                 |      |
| 63.  | 1232            | Пам'ятний знак на честь воїнів-земляків, загиблих в роки ВВВ. | Село Соколівка, біля клубу                                             | 1967             |                 |      |
| 64.  | 631             | Братська могила радянських воїнів (6 чоловік). | Село Софіївка, біля будинку культури                                   | 1957             |                 |      |
| 65.  | 632             | Пам'ятний знак на честь воїнів-земляків, загиблих в роки ВВВ. | Село Софіївка, в центрі села                                           | 1967             |                 |      |
| 66.  | 630             | Братська могила радянських воїнів (31 чоловік) та пам'ятний знак на честь воїнів-земляків, загиблих в роки ВВВ. | Село Станіславчик, в центрі села                                       | 1972             |                 |      |
| 67.  | 1389            | Пам'ятний знак на честь воїнів-земляків, загиблих в роки ВВВ. | Село Старі Кошари, в центрі села                                       | 1976             |                 |      |
| 68.  | 634             | Братська могила радянських воїнів (5 чоловік) та пам'ятний знак на честь воїнів-земляків, загиблих в роки ВВВ. | Село Степківка, в центрі села                                          | 1958             |                 |      |
| 69.  | 633             | * Пам'ятник члену ревкому Буряченко П. П. | Село Степківка, біля будинку культури                                  | 1957             |                 |      |
| 70.  | 635             | Братська могила радянських воїнів (10 чоловік). | Село Тарасівка, біля будинку культури                                  | 1965             | ск. Братерський |      |
| 71.  | 636             | Братська могила радянських воїнів (24 чоловіки) та пам'ятний знак на честь воїнів-земляків, загиблих в роки ВВВ. | Село Чаусове, біля будинку культури                                    | 1971             |                 |      |
| 72.  | 637             | Братська могила підпільників, розстріляних фашистами (3 чоловіки). | Село Чаусове Друге, кладовище                                          | 1953             |                 |      |
| 73.  | 1235            | Братська могила радянських воїнів (19 чоловік) та пам'ятний знак на честь воїнів-земляків, загиблих в роки ВВВ. | Село Чаусове Друге, біля школи                                         | 1955             |                 |      |
| 74.  | 1236            | Пагорб Слави на честь радянських воїнів-визволителів; | Село Чаусове Друге, північно-західна околиця села                      | 1975             |                 |      |
|      |                 | |                                                                        |                  |                 |      |

- — також пам'ятки історії та монументального мистецтва